# Bryant Myers
Bryant Myers, pseudonimo di Bryan Robert Rohena Pérez (Carolina, 5 aprile 1998), è un rapper e cantante portoricano.

## Biografia
Bryant Myers ha fatto il suo debutto discografico con l'album in studio La oscuridad, uscito nel luglio 2018, entrato nella Billboard 200 e nella Top 100 Álbumes della Productores de Música de España.
Nell'ottobre 2020 è avvenuta la pubblicazione del secondo LP Bendecido, il primo a entrare la top 20 spagnola. Ha collezionato una serie di certificazioni dalla Recording Industry Association of America, tra cui due dischi di platino sia per Triste (2018) che per Gan-Ga (2019). Discorso analogo in Spagna.

## Discografia

### Album in studio
- 2018 – La oscuridad
- 2020 – Bendecido
- 2025 – Millo Gangster Club

### EP
- 2019 – Cambio de clima (con Miky Woodz)
- 2023 – KR & Bryant Ma (con Kevin Roldán)

### Singoli
- 2016 – En otra dimensión
- 2016 – Dile a tu marido (con DM e Brytiago)
- 2016 – Por qué sigues con él
- 2016 – Actúa (con Engel Montaz)
- 2016 – Mera bebe
- 2016 – Hasta que me muera
- 2016 – En que país
- 2016 – Caile (con Revol, Zion, De La Ghetto e Bad Bunny)
- 2017 – Kumbia King (con Ñejo e Jamby El Favo)
- 2017 – Un ratito más (con Bad Bunny)
- 2017 – Háblame claro (feat. Ñejo)
- 2017 – Pa pasar el rato
- 2017 – Viejos tiempos
- 2017 – Volvamos hablar
- 2017 – Ojalá (con De La Ghetto, Darell e Almighty)
- 2018 – Deseos (con Jhayco)
- 2018 – Maldad (feat. D Legion)
- 2018 – Me han hablau de ti (feat. Miky Woodz)
- 2018 – Cambia de planes (con Shadow Blow e Tivi Gunz)
- 2018 – Vamos a vernos (con Gigolo y La Exce e Jon Z)
- 2018 – Te besaré (con Jonathan Moly e/o Mike Bahía e Andy Rivera)
- 2018 – Momentos (con Cosculluela)
- 2018 – No mientas (con El Micha)
- 2018 – Bryant Myers
- 2018 – Cadela (con Dayme y El High, Nacho, Almighty e MC Bin Laden)
- 2018 – Tanta falta
- 2018 – Noche de fantasía
- 2019 – Acapella (con El Alfa, Jon Z, Myke Towers e Almighty)
- 2019 – Bandolera (con Alex Rose)
- 2019 – Animal (con Eladio Carrión)
- 2019 – Se nota (con Juhn, Miky Woodz e Lary Over)
- 2019 – Hasta abajo (con Kevin Roldán e Lyanno)
- 2019 – Gan-Ga (solo o con Anuel AA oppure feat. French Montana & Lil Tjay)
- 2019 – Nocturna (con Nio García)
- 2019 – Te echo de menos (con Marko Silva)
- 2019 – La uni (con Leo Bash e Darell)
- 2019 – Lowkey
- 2019 – Mis días sin ti (con Rauw Alejandro)
- 2020 – Como panas
- 2020 – Ojitos (con Lyanno e Rauw Alejandro)
- 2020 – Como una 40 (con Ez El Azeta e Baby Rasta feat. Joniel)
- 2020 – Que va a pasar (con Quimico Ultra Mega)
- 2020 – Wow (solo o Nicky Jam e Arcángel feat. Darell & El Alfa)
- 2020 – Ya lo verás (con Alcover e Adriel Favela)
- 2020 – La para (con Cromo X e La Insuperable)
- 2020 – Relax
- 2020 – Hasta la muerte acicalau (con Jon Z)
- 2021 – Air Drop
- 2021 – White (con Juliito)
- 2021 – Instagram (con Young Blade)
- 2021 – Gastar (con Foreign Teck, Brray e Darell)
- 2021 – Que es esto? (con Ovi)
- 2021 – Karma (con Casper Mágico e Flow La Movie)
- 2022 – El congreso (con Brytiago)
- 2022 – Al día (con Kele e Darrell)
- 2022 – Guarida
- 2022 – Yin Yang (con Producto Sin Corte)
- 2022 – Presidentes muertos (con Casper Mágico, Anuel AA e Yovngchimi)
- 2022 – Fundota
- 2023 – Sexo (con Kevin Roldán e/o Zion e Cosculluela)
- 2023 – On Fleek (con Yovngchimi, Dei V e Ankhal)
- 2023 – After Party (con Kevin Roldán)
- 2023 – 5 estrellas (con Genio e Amarion)
- 2023 – Ufff (con Kevin Roldán)
- 2023 – En el b (con Kevin Roldán)
- 2023 – Hunnids (con Chen)
- 2023 – Tweet
- 2023 – Narcotics (con Dei V)
- 2023 – Switch (con Yovngchimi)
- 2024 – Chi-Partner
- 2024 – KTM (con Jhayco e Luar La L)
- 2024 – Tuss (con Cris MJ)
- 2024 – Cuando taba bobo (con Rochy RD)
- 2024 – Garchin (con Omar Courtz)
- 2024 – Hacen dias (con NTG)
- 2025 – Killa (con Clarent)